# Cocina nota a nota
La cocina nota a nota (en francés, cuisine note à note) es un estilo de cocina que utiliza compuestos químicos puros, en lugar de utilizar los ingredientes clásicos de los alimentos, como verduras, frutas... fue desarrollada por el científico gastrónomo francés Hervé This.
Esta cocina está inspirada en la música electroacústica, cuyo proceso de creación se basa en la invención de nuevos sonidos a partir de la descomposición del sonido. De hecho, cada sonido puede descomponerse en una suma de los llamados sonidos puros, que tienen una frecuencia y amplitud específicas. La cocina nota a nota permite cocinar no con ingredientes clásicos sino con compuestos puros, «las notas» de sabor que los componen. Por lo tanto, los compuestos puros son a la cocina nota a nota lo que los sonidos puros son a la música electroacústica.
Los ingredientes utilizados en la cocina nota a nota se denominan compuestos, que incluyen agua, etanol, sacarosa, proteínas, aminoácidos y lípidos. Por ejemplo, la receta nota a nota para la salsa wölher incluye agua, antocianinas (para el color), azúcares, etanol, aminoácidos (para el sabor), glicerol, fenoles, quinonas, y ácidos orgánicos.